# Liepāja Universitet
Liepāja Universitet (lettisk: Liepājas Universitāte) er et universitet i Liepāja, og det senest etablerede i Letland, da det lettiske parlament Saeima først vedtog universitets statutter den 12. juni 2008. Samtidig er det Kurlands eneste universitet. Tidligere navne for uddannelsesinstitutionen har været Liepāja Pædagogiske Akademi (lettisk: Liepājas Pedagoģijas akadēmija), mens det fra oprettelse i 1954 til 1993 hed Liepāja Pædagogiske Institut (lettisk: Liepājas Pedagoģiskais institūts).
I alt tilbyder universitetet for tiden 47 skoleprogrammer. Universitetet har 124 valgte medlemmer af det akademiske personale, heraf 53 procent med doktorgrader..